# (1103) Sequoia
(1103) Sequoia – planetoida należąca do wewnętrznej części pasa głównego asteroid okrążająca Słońce w ciągu 2 lat i 252 dni w średniej odległości 1,93 au. Została odkryta 9 listopada 1928 roku w Hamburg-Bergedorf Observatory w Bergedorfie przez Waltera Baade. Nazwa planetoidy pochodzi od Parku Narodowego Sekwoi (ang. Sequoia National Park). Przed nadaniem nazwy planetoida nosiła oznaczenie tymczasowe (1103) 1928 VB.